# Buriat Ulus
Buriat Ulus fou el nom de la república autònoma que els Buriats van crear a part del seu territori a començaments de 1918 que va subsistir fins a començaments de 1920 quan varen arribar les forces bolxevics.
L'estiu del 1918 els bolxevics foren expulsats de Buriàtia per les tropes cosaques de l'hetman G. M. Semenov, qui amb suport dels noions i lames va imposar una dictadura militar a Transbaikàlia, amb suport de tropes japoneses, que ocuparen el país de l'agost del 1918 a l'abril del 1919, quan foren substituïts per soldats nord-americans. Els soldats blancs aboliren les lleis soviètiques, introduïren l'administració militar en ferrocarrils i indústries, i executaren als revolucionaris buriats V. M. Serov, Ts. Ts. Ramjurov, K. A. Maskov i altres, alhora que hagueren d'oposar-se als partisans del buriat P. S. Baltakhinov. També el general Roman Ungern von Sternberg intentà encoratjar-los a fundar una república mongola unida, però pocs li donaren suport i fou executat el 1921. Per la seva banda, Elbegdorj Rintxino, donà suport Damdin Sühbaatar a Mongòlia, pensant que els bolxevics els ajudarien a unificar Mongòlia.
Aquest estat tenia una bandera de tres franges blava, blanca i groga, el primer color suposadament era el color dels nòmades mongols i turcs; el segon representava a la neu; i el tercer al budisme